# Дуополія Курно
Модель Курно - це варіант дуополії, який полягає в тому, що на ринку діють тільки дві фірми і кожна фірма вважає ціну й обсяг виробництва конкурента незмінними, а потім приймає своє рішення. Кожен з двох продавців допускає, що його конкурент завжди утримуватиме свій випуск стабільним. У моделі передбачається, що продавці не дізнаються про свої помилки. Фактично ж, ці припущення продавців про реакцію конкурента очевидно зміняться, коли вони довідаються про свої попередні помилки.
Вперше спробу створити теорію олігополії зробив французький математик, філософ і економіст Антуан Огюстен Курно ще в 1838 р. Проте його книга, в якій викладалася ця теорія, залишилася непоміченою сучасниками. У 1863 р. він випустив нову роботу "Принципи теорії багатства", де виклав старі положення своєї теорії, але без математичних доказів. Лише в 70-і рр.. XIX ст. послідовники почали розвивати його ідеї. 